# Doctor Foster
Doctor Foster é uma série de televisão britânica escrita por Mike Bartlett, e estrelada por Suranne Jones no papel-título. Foi transmitida pela primeira vez na BBC One em 9 de setembro de 2015. O enredo é inspirado no antigo mito de Medéia, uma esposa injustiçada que envenena a nova noiva de seu marido e mata seus filhos. A segunda temporada de Doctor Foster foi ao ar em 5 de setembro de 2017 e terminou em 3 de outubro de 2017.
A segunda temporada da série está disponível internacionalmente na Netflix.

## Sinopse
A respeitada médica Gemma Foster suspeita que seu marido está tendo um caso e arrisca a carreira, a família e os amigos para encontrar provas.

## Produção

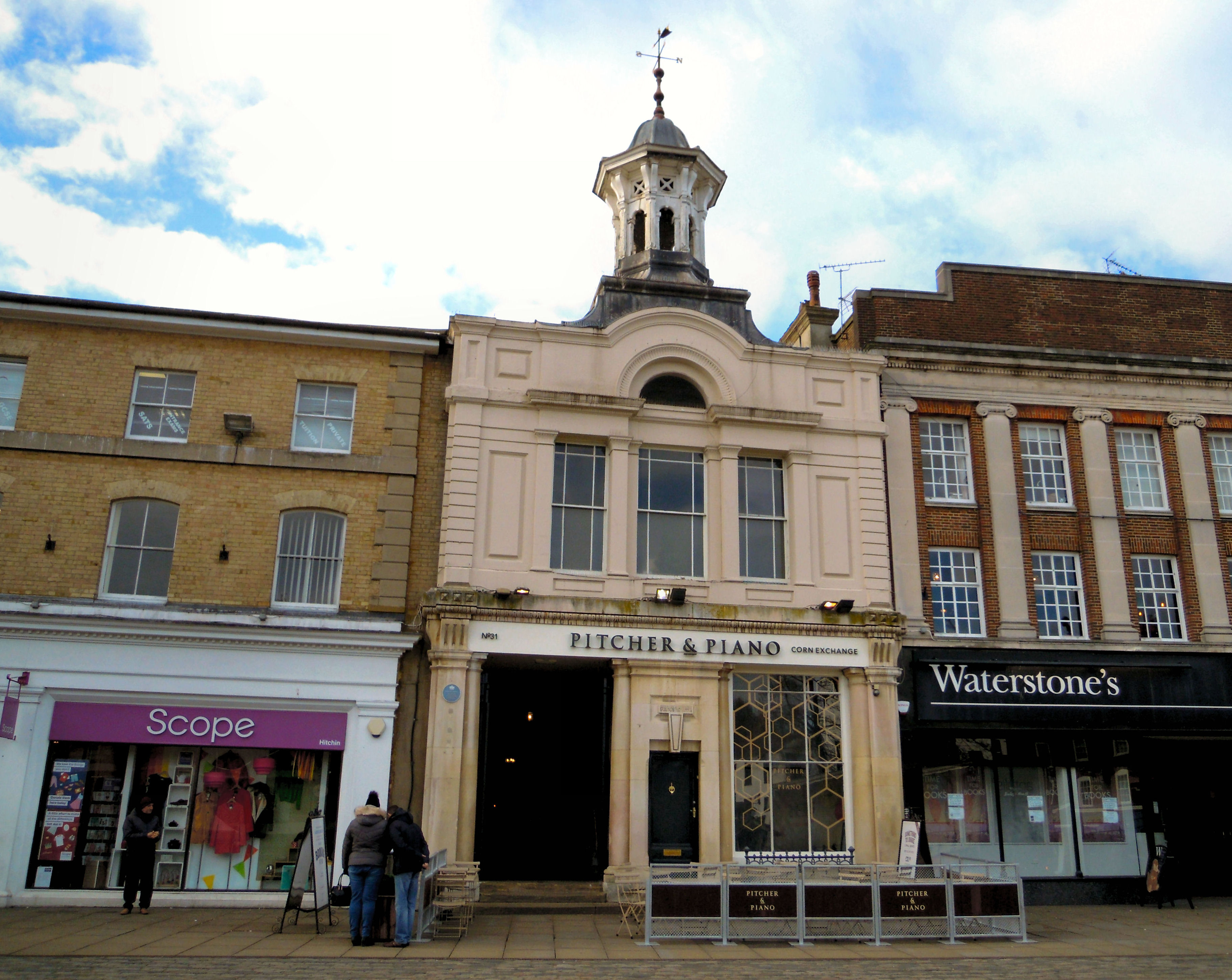
Várias cenas foram filmadas na Praça do Mercado em Hitchin, Hertfordshire.

As filmagens ocorreram em Green Lane, Croxley Green, Hertfordshire, Copse Wood Way, Northwood, Londres, Enfield e na Praça do Mercado em Hitchin, Hertfordshire. O Chess Medical Center em Chesham serviu de cenário para a série. Algumas cenas foram gravadas na estação ferroviária Enfield Chase. A cena que mostra Tom jogando futebol foi filmada no Southgate Hockey Center, em Enfield.
Doctor Foster foi renovada para uma segunda temporada, novamente com Suranne Jones e Bertie Carvel. No 21º National Television Awards, Jones anunciou que as gravações começariam em setembro de 2016.
A segunda temporada começou em 5 de setembro de 2017 e foi concluída em 3 de outubro de 2017. A BBC não confirmou se o programa seria renovado para uma terceira temporada, embora o escritor Mike Bartlett não descarte essa possibilidade.

## Elenco

### Primeira temporada
- Suranne Jones ... Gemma Foster
- Bertie Carvel ... Simon Foster
- Clare-Hope Ashitey ... Carly Williams[3]
- Cheryl Campbell ... Helen Foster
- Jodie Comer ... Kate Parks[4]
- Navin Chowdhry ... Anwar
- Victoria Hamilton ... Anna Baker
- Tom Taylor ... Tom Foster
- Martha Howe-Douglas ... Becky Hughes
- Adam James ... Neil Baker
- Thusitha Jayasundera ... Ros Mahendra[5]
- Sara Stewart ... Susie Parks
- Neil Stuke ... Chris Parks
- Robert Pugh ... Jack Reynolds
- Ricky Nixon[6] ... Daniel Spencer (episódios 1 e 4)
- Daniel Cerqueira ... Gordon Ward
- Megan Roberts ... Isobel

### Segunda temporada
- Suranne Jones ... Gemma Foster
- Bertie Carvel ... Simon Foster
- Tom Taylor ... Tom Foster
- Jodie Comer ... Kate Parks
- Victoria Hamilton ... Anna Baker
- Adam James ... Neil Baker
- Prasanna Puwanarajah ... James
- Sian Brooke ... Siân Lambert
- Hope Lloyd ... Isobel
- Frank Kauer ... Max
- Thusitha Jayasundera ... Ros Mahendra
- Joanie Kent ... Amelie Foster
- Daniel Cerqueira ... Gordon Ward
- Helena Lymbery ... Mrs Walters
- Martha Howe-Douglas ... Becky Hughes
- Sara Stewart ... Susie Parks
- Neil Stuke ... Chris Parks
- Clare-Hope Ashitey ... Carly Williams
- Philip Wright ... Connor

## Episódios
| Temporada | Temporada | Episódios | Originalmente exibido | Originalmente exibido | Audiência média (em milhões),1 | Audiência média (em milhões),1 |
| Temporada | Temporada | Episódios | Estreia da série      | Final de Série        | Audiência média (em milhões),1 | Audiência média (em milhões),1 |
| --------- | --------- | --------- | --------------------- | --------------------- | ------------------------------ | ------------------------------ |
|           | 1         | 5         | 9 de setembro de 2015 | 7 de outubro de 2015  | 9.51                           |                                |
|           | 2         | 5         | 5 de setembro de 2017 | 3 de outubro de 2017  | 10.20                          |                                |

## Recepção
A segunda temporada da série tem 81% de aprovação no Rotten Tomatoes, com nota 7,5/10 baseada em 16 avaliações. O consenso geral diz que “embora não seja tão cativante quanto sua primeira temporada, Doctor Foster consegue manter o magnetismo graças à Suranne Jones".